# Raja Jebali
Raja Jebali, née le 2 août 1997 à Hammamet, est une athlète handisport tunisienne spécialisée dans le lancer du poids.

## Carrière
Elle représente la Tunisie aux Jeux paralympiques d'été de 2024 et y remporte une médaille de bronze dans l'épreuve du lancer du poids F40,.